# Alpski žar
Alpski žar je svjetlosna pojava koja se kadšto zapaža u planinskim predjelima: vrhovi brda na strani svijeta suprotnoj od strane na kojoj se nalazi Sunce kratko su vrijeme prije izlaska, odnosno nakon zalaska Sunca purpurne, ružičaste ili žute boje. Kada Zemljina sjena dosegne te vrhove, boje ubrzo prelaze u plave nijanse.

## Optika atmosfere
Optika atmosfere je grana meteorologije koja proučava pojave nastale lomom svjetlosti, odbijanjem (refleksijom), raspršivanjem i ogibom (difrakcija) svjetlosti u Zemljinoj atmosferi (boja neba, duga, vijenac ili korona oko Sunca i Mjeseca, halo, pasunce ili lažno Sunce, Sunčev stup, irizacija oblaka, glorija, zračno zrcaljenje, fatamorgana, miraž, pojava sumraka, alpskoga žara, treperenja zvijezda, zelenoga bljeska, astronomska i terestrička refrakcija, depresija obzora i dr.). Optika atmosfere proučava i pojave koje su posljedica perspektive: prividni oblik nebeskoga svoda, površine diska Sunca i Mjeseca pri njihovu izlaženju i zalaženju i dr.

## Slike
- Alpski žar u zoru, planina Maroon Bells i jezero Maroon (Colorado, SAD).
- Alpski žar kod zalaska Sunca (planine Kehlstein, Hoher Göll, Hohes Brett u Švapskoj Juri ili Švapskim alpama).